# دوفر (مقاطعة راسين)
دوفر، مقاطعة راسين (بالإنجليزية: Dover, Racine County, Wisconsin) هي بلدة تقع بولاية ويسكونسن في الولايات المتحدة. تبلغ مساحتها 93.7 (كم²)، وترتفع عن سطح البحر 247 م، بلغ عدد سكانها 3908 نسمة في عام 2000 حسب إحصاء مكتب تعداد الولايات المتحدة وتصل الكثافة السكانية فيها 42.7 نسمة/كم2.

## وصلات خارجية
- http://www.townofdoverwi.co/ نسخة محفوظة 26 أبريل 2012 على موقع واي باك مشين.
- The US50 - Cities and Towns in Wisconsin State
- Wisconsin Cities and Towns, Facts, Map, Flag, Colleges, Government, and More